# Tekken (spilserie)
 For alternative betydninger, se Tekken. (Se også artikler, som begynder med Tekken)
Tekken er en computerspilserie lavet af Namco, og er blandt de mest populære kampspilserier i Danmark og verden over. Tekken (鉄拳) betyder på japansk "jernnæve". Det første Tekken-spil blev udgivet i 1994. Spillet kom i første omgang som arkadespil og er senere blevet udviklet til andre platforme: PlayStation, PlayStation 2, PlayStation Portable, PlayStation 3, WonderSwan, Game Boy Advance, Xbox 360 og Wii U.  
Namco har også udgivet en anden berømt spilserie: Soulcalibur.

## Om spilserien
I arkadespilsudgaven ændrer sværhedsgraden sig fra bane til bane. Tekken-spillene er alle forskellige grafikmæssigt, men flere karakterer går igen i flere af spillene. Indtil videre er der lavet seks spil, der indgår i Tekken-serien (Tekken 1-6). Derudover er der udgivet varianter som Tekken Tag Tournament, Tekken Advance og Tekken 5: Dark Resurrection. Der er en række gennemgående spilkarakterer, som har været med fra starten, bl.a. Nina Williams, den sexede lejemorder, Poul Phoenix som er motorcykel expert og Yoshimitsu som er en ninja.

### Kampformerne i Tekken
Alle kampformerne i Tekken er lavet over deres virkelige kampstil. Fx: Karate, Taekwondo og Kenpo.
Dog er der også visse improviserede kampstile i spillene, f.eks. Mishima karate, Kazama Aikido og Bruce Lees selvopfundne kampsport Jeet Kune Do, som i Tekken blot kaldes "Kampsport").

### Personhistorier i Tekken
Alle personerne i Tekken er forskelligartede og har alle en baggrundshistorie, som man følger fra spil til spil. I hvert spil bliver der desuden introduceret en ny karakter. I Tekken 2 kom der blandt andre Jun Kazama, Devil og Jack 2. I Tekken 3 kom der mange nye figurer, blandt andre Eddy Gordo, Jin Kazama, Hwoarang, Ling Xiaoyu og Bryan Fury. I Tekken 4 kom der tre nye personer til: Den britiske bokser: Steve Fox, den australske vale tudo kæmper: Craig Marduk og Den Stor-barmede kvinde Christie Monteiro. Af de tilbagevendende personer var bl.a. Kazuya Mishima, som blev smidt ned i en vulkan, af hans egen far Heihachi Mishima. I Tekken 4 fremkom også det også at Jin Kazama havde opgivet Mishima Karate og begyndt at træne traditionel Karate.
I Tekken 5 blev en ny håndfuld personer præsenteret, bl.a. den mystiske og ninjutsu-udøvende Raven, den kenpo-kæmpende Feng Wei, Jin Kazamas kusine Asuka Kazama og den eftertragtede Devil Jin.
I Tekken 5: Dark Resurrection, som er en udvidelse til Tekken 5, der dog kun findes til PSP og PS3, blev der præsenteret tre nye personer: Streetfighter-tøsen Lili, sambo-wrestleren Dragunov og Jinpachi Mishima, som også medvirker i Tekken 5 til PlayStation 2, men kun optræder som spilbar person i Tekken 5 Dark Ressurection.
Spillet Tekken Tag Tournament er ikke bygget over en ny historie. Det gav bare Namco chancen for at bruge Tekken, Tekken 2 og Tekken 3 som retro-spil til den nye Playstation 2. I modsætning til de oprindelige spil kan man i Tekken Tag Tournament spille fire spillere imod hinanden eller to spillere, der hver styrer to karakterer, man kan vælge imellem.
Det er annonceret, at Tekken 6 (som i juni 2008 ikke er udkommet som platformspil endnu) skal indeholde det højeste antal spilkarakterer i Tekken-serien nogensinde; 41, bl.a. med samtlige karakterer fra Tekken 5 Dark Ressurection bortset fra Jinpachi Mishima).

## Storyline i de forskellige Tekken-spil

### Tekken
En verdensomspændende kampsports turnering nærmer sig sin finale med en stor pengepræmie til den kæmper, der kan besejre Heihachi Mishima i den sidste runde af turneringen. Præmien er sponsoreret af det gigantiske finansfirma, Mishima Zaibatsu.
Der er otte kæmper, som er blevet tilbage efter kvalifikationsrunder, som foregik over hele verdenen. Vinderen vil modtage titlen, "The King of Iron Fist". Hvem vil besejre Heihachi Mishima og vende hjem med pengene og æren?

### Tekken 2
Mange kampe blev udkæmpet i den forudgående "The King of Iron Fist"-turnering. Men kun én ensom kæmper fik retten til at udfordre Heihachi Mishima til kampen om titlen. Kæmperen var Kazuya Mishima, Heichachis koldblodige søn. Med et ar – givet til ham af Heihachi, – begynder han en voldsom kamp ved den samme kløft, som Heihachi havde kastet sin søn ned i, da denne var fem år.
Efter en nervepirrende kamp, som varede i flere timer, sejrede Kazuya ved at udnytte den kraft, som var blevet givet ham af den overnaturlige væsen, også kendt som Devil.
Da Heihachis besejrede krop lå på jorden, knælede Kazuya og tog langsomt sin far i sine arme. Kazuya gik langsomt op til kanten af den kløft, hvor han selv var blevet kastet i som barn. Han kiggede ud over udsigten, og slap så sin fars krop. Da Heihachis krop landede, strålede Kazuyas smil i solskinnet.
Et år gik sin gang. Mishima Zaibatsu, som var under Kazuyas styre var blevet endnu mere magtfulde med dets netværk som nu befandt sig i hele verden. Snart efter sin fars tilsyneladende død, forsvandt Kazuya i skyggerne. Snart løb rygterne om hans enorme styrke, og noget mørkt begyndte langsomt at brede sig over hele verdenen.
Præcis et år efter slutningen af den første King of Iron Fist-turnering annoncerede Mishima Zaibatsus hovedsæde den anden King of Iron Fist turnering med en pengepræmie, som var tusind gange større end den første.

### Tekken 3
Den anden King of Iron Fist er ved at nå sin slutning. Jun Kazama indser at Kazuya Mishimas overnaturlige styrke kommer fra Devil. Men hun kan alligevel ikke undgå at føle sig tiltrukket af ham på grund af en mystisk kraft, som er uden for hendes kontrol. Et par dage senere ankommer den sidste kæmper for at møde Kazuya, annoncøren af den anden King of Iron Fist turnering. Udfordreren er ingen ringere end Heihachi Mishima. I en revanchematch efter den første King of Iron Fist turnering udkæmper far og søn endnu en blodig duel. Heihachi Mishima virkede skræmt, men sejrrig genvandt han kontrollen over Tekken Zaibatsu. Uvidende om Devils tilstedeværelse kaster Heihachi den livløse Kazuya i en brændende vulkan.
Som Kazuyas krop brænder, dukker Devil op foran den gravide Jun Kazama i et forsøg på at trænge ind i sjælen på det nye liv inden i hende. I en desperat kamp, besejrer Jun Devil og flygter til Yakushima for at opfostre Kazuyas søn, Jin, alene.
Efter at have genvundet kontrollen over Tekken Zaibatsu, har Heihachi ambitioner om at øge sin magt yderligere. Han begynder en kampagne for at vinde verdens lederes tillid, og stifte krig og konflikter med resten. Ved at bruge sin uoverskuelige rigdom, stifter han Tekkenshu, en militærgruppe, med hensigten at dæmpe konflikterne med de resterende lande. Han er også stærkt
interesseret i at udvikle landene ved at hjælpe dem med at bygge landbrugssystemer, som vil være med at opretholde dem. På grund af Heihachis indsats, ser verdenen ud til at være i fred.
Historien fortsætter omkring femten år senere, dvs. da Jin Kazama er 15 år gammel.
På Heihachis ordre har Tekkenshu udgravet en central amerikansk arkæologisk sted, hvor de finder en mystisk livsform. Heihachis beordrer livsformen tilfangetaget, men mister kontakten efter en forvirrende radio meddelelse, "... de er alle døde... Toshin (Kampgud)?!..."
Da Heihachi ankommer til udgravningen, finder han et hav af lig. Heihachi er knust af sorg, men indser dog at kraften fra den mystiske livsform, kunne blive nøglen til hans længeventede drøm om at overtage verdenen. Ved at opnå Toshins kraft og verdenen, fristes Heihachi af skæbnen endnu en gang.
Inden for få uger forsvinder en række personer over hele verdenen under mystiske omstændigheder: Personer med stærke sjæle, mestre i kampsport eller andre kampdiscipliner meldes savnet, og ingen ved, hvor de befinder sig.
Jun Kazama mærker instinktivt den mørke kraft trænge ind i hendes liv. Hun har ingen anelse om, hvad det er, men fornemmer at hun er et offer. Velvidende om sin skæbne, fortæller hun Jin alt, hun ved om forbandelsen i hendes fortid for at forberede ham på den skæbnesvangre dag, hun nu føler så truende. Hun beder Jin om at gå til sin bedstefar Heihachi, hvis der sker hende noget.
Hendes intuition viser sig at være sand, på en kold, stormfuld nat. Toshin ankommer til bjerget med en kølig, hvirvelende vind. "Stik af!" råber Jun. Men mod sin mors ordre, beslutter Jin at tage kampen op mod Toshin, men bliver slået bevidstløs.
Da Jin vågner, er alt omkring brændt ned til grunden. Jin søger hektisk efter sin mor, men hun er ingen steder.
Jun var død for Toshins fødder. For at ære hendes sidste ønske, går Jin til Heihachi og beder om at blive trænet for at opnå hævn. Heihachi er, efter at have hørt Jins fortælling, overbevist om, at Toshin er efter sjælene på stærke kæmpere. For at tiltrække Toshin beslutter Heihachi at annoncere den tredje King of Iron Fist turnering.
Fire år senere – på Jin Kazamas 19 års fødselsdag – begynder den tredje King of Iron Fist turnering.

### Tekken 4
To år tidligere mislykkedes det for Heihachi at tilfangetage Ogre (Toshin).
Uden at give op beordrer Heihachi sine stab af videnskabsfolk at indsamle blodprøver, hudvæv og hov fragmenter, efterladt af Ogre (eller True Ogre, i hans sande form), i forsøg på at udføre genetiske forsøg. Heihachis mål er at skabe en ny livsform ved at splejse Ogres gener med hans egne, men forsøget mislykkedes.
Efter omfattende forsøg kom Heihachis bioforskere frem til en teori om et yderligere gen – Djævle-genet – var nødvendigt for at kunne splejse Ogres gener til en anden levende organisme. Heihachi erfarede, at hans egne gener ikke havde meget af Djævle-genet, men han vidste hvem der havde... Jin Kazama.
Jin, som besejrede Ogre i den tredje King of Iron Fist turnering, blev skudt og dødeligt såret af Heihachi. Som hans liv svandt væk, forvandlede Jin sig til Devil. Under hans forvandling kastede han Heihachi ned og tog flugten. Jin forsvandt sporløst efter turneringen.
Heihachi søgte efter Jin, uden held. Men Heihachi fandt et fotografi under sin eftersøgning, som fangede hans nysgerrighed. Det 20 år gamle fotografi var et billede af et forbrændt lig, dækket af rifter. Heihachi var meget opmærksom på ligets ryg, som havde noget, der lignede deforme udragende vingelignende lemmer.
Overbevist om at det var et billede af Kazuya, hans egen søn, som han havde smidt ned i en brændende vulkan for 20 år siden, flyttede Heihachi alle sine ressourcer til en eftersøgning af kroppen.
Denne eftersøgning ledte Heihachi til G Corporation, et ledende firma inden for bioteknologi, hvilket førte til fremskridt inden for hans biogenetiske forskning.
Heihachi opdagede at G Corporation havde fundet liget, trukket det op og analyseret dets genetiske data. Han fandt frem til, at firmaet var halvvejs færdige med at skabe en livsform ud fra Kazuyas genetik. Heihachi opdagede også, at Kazuyas rester og G Corporations forskningsresultater var forholdsvis sikret i laboratorier i Nebraska og Nepal.
Fredag den 25. december angreb Tekkenshu G Corporations sikreste laboratorium i Nepal. De nederste etager blev tilintetgjort og filserverne, som indeholdt de resterende data blev løftet op af helikoptere.
På samme tid havde en anden styrke – også ledet af Heihachi – infiltreret G Corporations sikrede forskningsenhed, hvor Kazuya befandt sig. Da Heihachi observerede angrebet kunne han med det samme se, at det ikke gik efter planen, som det havde gjort i Nepal. Den taktiske skærm viste, at Tekkenshus første tropper var blevet blæst ud af opbevaringsrummet, hvor Kazuya befandt sig.
En silhuet af en stor person dukkede langsomt op fra rummet. Da Heihachi kunne se skikkelsen klart, genkendte han med det samme personen som Kazuya.
Kazuya var blevet genfødt i G Corporations forskningsfacilitet. Efter sin genfødsel tilbød han at bruge sin krop som forskningsmateriale til at finde Devils sande natur, eftersom Devil befandt sig inden i ham. Hans ønske var at smelte hans to sider sammen til én. Kazuyas teori var, at hvis han blev ét med Devil, ville han i sandhed kunne kontrollere dens kraft. Han ville endelig kunne få hævn over Heihachi og Mishima Zaibatsu. 
Rasende over at Heihachi havde ødelagt hans plan, udslettede han hele den Tekkenshu styrke, der var sendt ud efter ham og forsvandt derefter i laboratoriets flammer.
Heihachi var på sin side også rasende, fordi Kazuya var sluppet væk, og han lod sin vrede gå ud over sin underordnede, som havde rapporteret Kazuyas flugt.
Abel, Heihachis ledende forskningsrådgiver, rådede den rasende Heihachi til at finde en måde, hvorpå de hurtigt kunne fange Kazuya. Da hans vrede havde dæmpet sig grublede Heihachi og fandt til sidst en plan. Et ondt smil spillede sig på hans læber.
To år var gået efter den tredje King of Iron Fist turnering. Mishima Zaibatsu annoncerede den fjerde King of Iron Fist-turnering og lagde Mishima Zaibatsu som hovedpræmie. Den som ville være i stand til at kunne besejre Heihachi i finalen ville overtage Mishima Zaibatsu.
Velvidende at det kun var en fælde til at lokke ham frem, deltog Kazuya. Det ville være hans chance for at besejre Heihachi.

### Tekken 5 & Tekken 5: Dark Resurrection
Efter afslutningen af den fjerde King of Iron Fist turnering, begyndte en intens kamp mellem far og søn, Kazuya og Jin. Kampen fandt sted på Honmaru i Mishima Zaibatsus hovedkvarter. Jin blev sejrherren og Heihachi vendte sin ryg til Kazuya.
"Sikke et ynkelig skrog... værdiløse kujon!"
Så begyndte kampen mellem Heihachi og Jin. Fuld af vrede, begyndte hans sorte vinger at sprede sig. Jin besejrede Heihachi. Lige da Heihachi troede hans skæbne var beseglet, fik Jin en vision af sin mor og fik kontrollen over sig selv.
"Du kan takke min mor, Jun Kazama, for dit liv", sagde Jin og fløj væk.
Lyden af kamp blev afløst af stilhed, som Heihachi lå på jorden. Stilheden blev snart afbrudt af lyden af flyvemaskiner. Brølet fra flyvemaskinerne tog til i styrke, og lyden af noget blive udløst blev hørt. En gruppe af Jack brasede ned gennem loftet. Først troede Heihachi at Kazuya var ansvarlig for forstyrrelsen, men fandt ud af at Kazuya var ligeså forvirret over det pludselige angreb.
"Hvorfor er I her?" råbte Heihachi da bølgen af Jack dukkede op. Heihachi og Kazuya kæmpede styrker af Jack men der kom forstærkning ligeså hurtigt som de blev ødelagt.
Heihachi begyndte at blive udmattet. Kazuya forrådte Heihachi ved at smide ham midt ind i hæren af Jack og brugte lejeligheden til at undslippe fra Honmaru. Kort efter var Honmaru udslettet af en enorm eksplosion.
Tæt på blev kampen overværet af en mand, klædt i sort. Han løftede sin hånd til sit øre og talte i sin radio.
"Heihachi Mishima er død.."
I det samme angreb en Jack manden bagfra, men blev skåret midt over, da manden forsvandt.
Honmaru var komplet udslettet, et inferno rasede på stedet. Nogle murbrokker blev blæst væk, da noget dukkede op fra jorden, uset.
Næste dag blev nyheden om Heihachi Mishimas død spredt over hele verdenen. De fleste mennesker troede, at Heihachis død ville betyde enden for Mishima Zaibatsu, men bag sceneriet havde en anden person overtaget Mishima Zaibatsu, og deres forretninger gik normalt.
En måned senere blev det annonceret, at Mishima Zaibatsu ville holde den femte King of Iron Fist-turnering.

### Tekken 6 & Tekken 6: Bloodline Rebellion
Selvom historien for Tekken 6 ikke er blevet oversat endnu, fan-baseret oversættelser og spil trailers har afsløret at Jin Kazama var vinderen af The King of Iron Fist Tournament 5, og for en ukendt grund havde begyndt at bruge Mishima Zaibatsu for verdensherredømmet, ved at lave krig mellem nogle nationer og selv rumkolonier indtil hele verdenen var i krig.
I mellemtiden, har Kazuya Mishima fundet frem til afdelingen af G Corporation der prøvede på at dræbe ham, og han tager hævn ved at dræbe dem alle. Kazuya tager så kontrol af G Corporation og bruger det som den eneste kraft i verden til at stoppe Mishima Zaibatsu. Ved denne tid, ser verden G Corporation som deres eneste håb og Kazuya er set som en helt, selvom hans rigtige interesser er at dræbe Jin og stjæle hans del af Devil Gene'et til selv at havde verdensherredømmet. Ved at bruge G Corporations nye popularitet til hans plan, putter Kazuya en løsesum på Jin, død eller levende. Og som det ikke var nok, er Heihachi Mishima syg efter af genvinde hans Zaibatsu, fordi han havde været bevidstløs gennem The King of Iron Fist Tournament 5. Jin, der havde fundet ud af det, annoncerer The King of Iron Fist Tournament 6 til at gøre det op med, Kazuya og hans andre fjender en gang for alle.

### Tekken 7 & Tekken 7: Fated Retribution
Tekst mangler, hjælp os med at skrive teksten

## Liste over karakterne i Tekken-spillene
Tekken-spillene rummer en lang række forskellige karakterer med hver deres visuelle kendetegn og stil. Figurerne har forskellige etniske baggrunde og kampstil. Flere har overnaturlig oprindelse, mens andre byder på comic relief. Når man vælger en karakter at gennemføre spillet med har denne sin egen baggrund for at gå ind i kampsportsturneringen, og der er forskellige afslutninger for hver karakter. I den overordnede historie er det dog bestemte karakterer, som antages som vindere af de forudgående versioner af turneringen, idet det overordnede plot handler om Mishima-familien.
| Karakter | Tekken | Tekken 2 | Tekken 3 | Tekken Tag Tournament | Tekken 4 | Tekken 5 | Tekken 5: Dark Resurrection | Tekken 6 | Tekken 6: Bloodline Rebellion | Tekken Tag Tournament 2 | "Tekken 7" | "Tekken 7: Fated Retribution" | "Tekken 8 |  |
| --- | ------ | -------- | -------- | --------------------- | -------- | -------- | --------------------------- | -------- | ----------------------------- | ----------------------- | ---------- | ----------------------------- | --------- |  |
| Alex | Nej    | Ja       | Nej      | Ja                    | Nej      | Nej      | Nej                         | Nej      | Nej                           | Ja                      | Nej        | Nej                           | Nej       |  |
| Angel | Nej    | Ja       | Nej      | Ja                    | Nej      | Nej      | Nej                         | Nej      | Nej                           | Ja                      | Nej        | Nej                           | Nej       |  |
| Alisa Bosconovitch | Nej    | Nej      | Nej      | Nej                   | Nej      | Nej      | Nej                         | Nej      | Ja                            | Ja                      | Ja         | Ja                            | Ja        |  |
| Anna Williams | Ja     | Ja       | Ja       | Ja                    | Nej 1    | Ja       | Ja                          | Ja       | Ja                            | Ja                      | Nej        | Ja                            | Nej       |  |
| Armor King | Ja     | Ja       | Nej ²    | Ja                    | Nej      | Nej      | Ja                          | Ja       | Ja                            | Ja                      | Nej        | Ja                            | Nej       |  |
| Asuka Kazama | Nej    | Nej      | Nej      | Nej                   | Nej      | Ja       | Ja                          | Ja       | Ja                            | Ja                      | Ja         | Ja                            | Ja        |  |
| Azazel | Nej    | Nej      | Nej      | Nej                   | Nej      | Nej      | Nej                         | Ja 3     | Ja 3                          | Nej                     | Nej        | Nej                           | Nej       |  |
| Baek Doo San | Nej    | Ja       | Nej      | Ja                    | Nej      | Ja       | Ja                          | Ja       | Ja                            | Ja                      | Nej        | Nej                           | Nej       |  |
| Bob | Nej    | Nej      | Nej      | Nej                   | Nej      | Nej      | Nej                         | Ja       | Ja                            | Ja                      | Nej        | Ja                            | Nej       |  |
| Bruce Irvin | Nej    | Ja       | Nej      | Ja                    | Nej      | Ja       | Ja                          | Ja       | Ja                            | Ja                      | Nej        | Nej                           | Nej       |  |
| Bryan Fury | Nej    | Nej      | Ja       | Ja                    | Ja       | Ja       | Ja                          | Ja       | Ja                            | Ja                      | Ja         | Ja                            | Ja        |  |
| Christie Monteiro | Nej    | Nej      | Nej      | Nej                   | Ja       | Ja       | Ja                          | Ja       | Ja                            | Ja                      | Nej        | Nej                           | Nej       |  |
| Combot | Nej    | Nej      | Nej      | Nej                   | Ja       | Nej      | Nej                         | Nej      | Nej                           | Ja                      | Nej        | Nej                           | Nej       |  |
| Craig Marduk | Nej    | Nej      | Nej      | Nej                   | Ja       | Ja       | Ja                          | Ja       | Ja                            | Ja                      | Nej        | Ja                            | Nej       |  |
| Devil | Ja     | Ja       | Nej ²    | Ja                    | Nej ²    | Nej ²    | Nej                         | Nej      | Nej                           | Ja                      | Ja         | Ja                            | Nej       |  |
| Devil Jin | Nej    | Nej      | Nej ²    | Nej ²                 | Nej ²    | Ja       | Ja                          | Ja       | Ja                            | Ja                      | Ja         | Ja                            | Ja        |  |
| Doctor Boskonovitch | Nej    | Nej ²    | Ja       | Nej ²                 | Nej ²    | Nej 1    | Nej ²                       | Nej      | Nej 1                         | Ja                      | Nej        | Nej                           | Nej       |  |
| Eddy Gordo | Nej    | Nej      | Ja       | Ja                    | Ja 5     | Ja 5     | Ja                          | Ja       | Ja                            | Ja                      | Nej        | Nej                           | Ja        |  |
| Feng Wei | Nej    | Nej      | Nej      | Nej                   | Nej      | Ja       | Ja                          | Ja       | Ja                            | Ja                      | Ja         | Ja                            | Ja        |  |
| Forest Law | Nej    | Nej      | Ja       | Ja                    | Nej      | Nej 1    | Nej                         | Nej      | Nej                           | Ja                      | Nej        | Nej                           | Nej       |  |
| Ganryu | Ja     | Ja       | Nej      | Ja                    | Nej      | Ja       | Ja                          | Ja       | Ja                            | Ja                      | Nej        | Ja                            | Nej       |  |
| Gon | Nej    | Nej      | Ja       | Nej                   | Nej      | Nej      | Nej                         | Nej      | Nej                           | Nej                     | Nej        | Nej                           | Nej       |  |
| Gun Jack | Nej    | Nej      | Ja       | Ja                    | Nej      | Nej 1    | Nej                         | Nej      | Nej                           | Nej                     | Nej        | Nej                           | Nej       |  |
| Heihachi Mishima | Ja     | Ja       | Ja       | Ja                    | Ja       | Ja       | Ja                          | Ja       | Ja                            | Ja                      | Ja         | Ja                            | Nej       |  |
| Hwoarang | Nej    | Nej      | Ja       | Ja                    | Ja       | Ja       | Ja                          | Ja       | Ja                            | Ja                      | Ja         | Ja                            | Ja        |  |
| Jack | Ja     | Nej      | Nej      | Nej                   | Nej      | Nej      | Nej                         | Nej      | Nej                           | Nej                     | Nej        | Nej                           | Nej       |  |
| Jack-2 | Nej    | Ja       | Nej 5    | Ja                    | Nej      | Nej ²    | Nej                         | Nej      | Nej                           | Nej                     | Nej        | Nej                           | Nej       |  |
| Jack-5 | Nej    | Nej      | Nej      | Nej                   | Nej      | Ja       | Ja                          | Nej      | Nej                           | Nej                     | Nej        | Nej                           | Nej       |  |
| Jack-6 | Nej    | Nej      | Nej      | Nej                   | Nej      | Nej      | Nej                         | Ja       | Ja                            | Ja                      | Nej        | Nej                           | Nej       |  |
| Jin Kazama | Nej    | Nej      | Ja       | Ja                    | Ja       | Ja       | Ja                          | Ja       | Ja                            | Ja                      | Ja         | Ja                            | Ja        |  |
| Jinpachi Mishima | Nej    | Nej      | Nej      | Nej                   | Nej      | Ja 3     | Ja 4                        | Nej      | Ja                            | Ja                      | Nej        | Nej                           | Nej       |  |
| Julia Chang | Nej    | Nej      | Ja       | Ja                    | Ja       | Ja       | Ja                          | Ja       | Ja                            | Nej                     | Nej        | Ja                            | Nej       |  |
| Jun Kazama | Nej    | Ja       | Nej ²    | Ja                    | Nej ²    | Nej      | Nej                         | Nej      | Nej                           | Ja                      | Nej        | Nej                           | Ja        |  |
| Kazuya Mishima | Ja     | Ja       | Nej ²    | Ja                    | Ja       | Ja       | Ja                          | Ja       | Ja                            | Ja                      | Ja         | Ja                            | Ja        |  |
| King | Ja     | Ja       | ja       | ja                    | ja       | ja       | ja                          | ja       | ja                            | Ja                      | Ja         | Ja                            | Ja        |  |
| King II | Nej    | Nej      | Ja       | Ja                    | Ja       | Ja       | Ja                          | Ja       | Ja                            | Ja                      | Ja         | Ja                            | Ja        |  |
| Kuma | Ja     | Ja       | Nej      | Nej                   | Nej      | Nej      | Nej                         | Nej      | Nej                           | Nej                     | Nej        | Nej                           | Nej       |  |
| Kuma Jr. | Nej    | Nej      | Ja       | Ja                    | Ja       | Ja       | Ja                          | Ja       | Ja                            | Ja                      | Nej        | Ja                            | Ja        |  |
| Kunimitsu | Ja     | Ja       | Nej      | Ja                    | Nej      | Nej      | Nej 5                       | Nej      | Nej                           | Ja                      | Nej        | Ja                            | Nej       |  |
| Lee Chaolan | Ja     | Ja       | Nej      | Ja                    | Ja       | Ja       | Ja                          | Ja       | Ja                            | Ja                      | Nej        | Ja                            | Ja        |  |
| Lars Alexandersson | Nej    | Nej      | Nej      | Nej                   | Nej      | Nej      | Nej                         | Nej      | Ja                            | Ja                      | Nej        | Ja                            | Ja        |  |
| Lei Wulong | Nej    | Ja       | Ja       | Ja                    | Ja       | Ja       | Ja                          | Ja       | Ja                            | Ja                      | Nej        | Ja                            | Nej       |  |
| Leo | Nej    | Nej      | Nej      | Nej                   | Nej      | Nej      | Nej                         | Ja       | Ja                            | Ja                      | Ja         | Ja                            | Ja        |  |
| Lili | Nej    | Nej      | Nej      | Nej                   | Nej      | Nej      | Ja                          | Ja       | Ja                            | Ja                      | Ja         | Ja                            | Ja        |  |
| Ling Xiaoyu | Nej    | Nej      | Ja       | Ja                    | Ja       | Ja       | Ja                          | Ja       | Ja                            | Ja                      | Ja         | Ja                            | Ja        |  |
| Marshall Law | Ja     | Ja       | Nej ²    | Nej                   | Ja       | Ja       | Ja                          | Ja       | Ja                            | Ja                      | Ja         | Ja                            | Ja        |  |
| Michelle Chang | Ja     | Ja       | Nej ²    | Ja                    | Nej      | Nej 1    | Nej                         | Nej      | Nej                           | Ja                      | Nej        | Nej                           | Nej       |  |
| Miguel Caballero Rojo | Nej    | Nej      | Nej      | Nej                   | Nej      | Nej      | Nej                         | Ja       | Ja                            | Ja                      | Nej        | Ja                            | Nej       |  |
| Miharu Hirano | Nej    | Nej      | Nej      | Nej                   | Ja 5     | Nej      | Nej                         | Nej      | Nej                           | Ja                      | Nej        | Nej                           | Nej       |  |
| Mokujin | Nej    | Nej      | Ja       | Ja                    | Nej      | Ja       | Ja                          | Ja       | Ja                            | Ja                      | Nej        | Nej                           | Nej       |  |
| Nancy MIS47J | Nej    | Nej      | Nej      | Nej                   | Nej      | Nej      | Nej                         | Ja 3     | Ja 3                          | Nej                     | Nej        | Nej                           | Nej       |  |
| Nina Williams | Ja     | Ja       | Ja       | Ja                    | Ja       | Ja       | Ja                          | Ja       | Ja                            | Ja                      | Nej        | Ja                            | Ja        |  |
| Ogre | Nej    | Nej      | Ja       | Ja                    | Nej 1    | Nej      | Nej                         | Nej      | Nej                           | Ja                      | Nej        | Nej                           | Nej       |  |
| Panda | Nej    | Nej      | Ja       | Ja                    | Ja       | Ja       | Ja                          | Ja       | Ja                            | Ja                      | Nej        | Ja                            | Ja        |  |
| Paul Phoenix | Ja     | Ja       | Ja       | Ja                    | Ja       | Ja       | Ja                          | Ja       | Ja                            | Ja                      | Ja         | Ja                            | Ja        |  |
| Prototype Jack | Ja     | Ja       | Nej      | Ja                    | Nej      | Nej      | Nej                         | Nej      | Nej                           | Ja                      | Nej        | Nej                           | Nej       |  |
| Raven | Nej    | Nej      | Nej      | Nej                   | Nej      | Ja       | Ja                          | Ja       | Ja                            | Ja                      | Nej        | Nej                           | Ja        |  |
| Roger | Nej    | Ja       | Nej      | Ja                    | Nej      | Nej ²    | Nej ²                       | Nej      | Nej                           | Nej                     | Nej        | Nej                           | Nej       |  |
| Roger Jr. | Nej    | Nej      | Nej      | Nej                   | Nej      | Ja       | Ja                          | Ja       | Ja                            | Ja                      | Nej        | Nej                           | Nej       |  |
| Sergei Dragunov | Nej    | Nej      | Nej      | Nej                   | Nej      | Nej      | Ja                          | Ja       | Ja                            | Ja                      | Ja         | Ja                            | Ja        |  |
| Steve Fox | Nej    | Nej      | Nej      | Nej                   | Ja       | Ja       | Ja                          | Ja       | Ja                            | Ja                      | Ja         | Ja                            | Ja        |  |
| Tetsujin | Nej    | Nej      | Nej      | Ja                    | Nej      | Nej      | Nej                         | Nej      | Nej                           | Nej                     | Nej        | Nej                           | Nej       |  |
| Tiger Jackson | Nej    | Nej      | Ja       | Ja                    | Nej      | Nej      | Nej                         | Nej      | Nej                           | Ja                      | Nej        | Nej                           | Nej       |  |
| True Ogre | Nej    | Nej      | Ja       | Ja                    | Nej      | Nej 3    | Nej                         | Nej      | Nej                           | Ja                      | Nej        | Nej                           | Nej       |  |
| Unknown | Nej    | Nej      | Nej      | Ja                    | Nej      | Nej      | Nej                         | Nej      | Nej                           | Ja                      | Nej        | Nej                           | Nej       |  |
| Violet | Nej    | Nej      | Nej      | Nej                   | Ja       | Nej      | Nej                         | Nej      | Nej                           | Ja                      | Nej        | Ja                            | Nej       |  |
| Wang Jinrei | Ja     | Ja       | Nej      | Ja                    | Nej      | Ja       | Ja                          | Ja       | Ja                            | Ja                      | Nej        | Nej                           | Nej       |  |
| Yoshimitsu | Ja     | Ja       | Ja       | Ja                    | Ja       | Ja       | Ja                          | Ja       | Ja                            | Ja                      | Ja         | Ja                            | Ja        |  |
| Zafina | Nej    | Nej      | Nej      | Nej                   | Nej      | Nej      | Nej                         | Ja       | Ja                            | Ja                      | Nej        | Ja                            | Ja        |  |
| Jaycee | Nej    | Nej      | Nej      | Nej                   | Nej      | Nej      | Nej                         | Nej      | Nej                           | Ja                      | Nej        | Nej                           | Nej       |  |
| Sebastian | Nej    | Nej      | Nej      | Nej                   | Nej      | Nej      | Ja                          | Ja       | Ja                            | Ja                      | Nej        | Nej                           | Nej       |  |
| Slim Bob | Nej    | Nej      | Nej      | Nej                   | Nej      | Nej      | Nej                         | Nej      | Nej                           | Ja                      | Nej        | Nej                           | Nej       |  |
| Katarina Alves | Nej    | Nej      | Nej      | Nej                   | Nej      | Nej      | Nej                         | Nej      | Nej                           | Nej                     | Ja         | Ja                            | Nej       |  |
| Claudio Serafino | Nej    | Nej      | Nej      | Nej                   | Nej      | Nej      | Nej                         | Nej      | Nej                           | Nej                     | Ja         | Ja                            | Ja        |  |
| Lucky Chloe | Nej    | Nej      | Nej      | Nej                   | Nej      | Nej      | Nej                         | Nej      | Nej                           | Nej                     | Ja         | Ja                            | Nej       |  |
| Shaheen | Nej    | Nej      | Nej      | Nej                   | Nej      | Nej      | Nej                         | Nej      | Nej                           | Nej                     | Ja         | Ja                            | Ja        |  |
| Josie Rizal | Nej    | Nej      | Nej      | Nej                   | Nej      | Nej      | Nej                         | Nej      | Nej                           | Nej                     | Ja         | Ja                            | Nej       |  |
| Gigas | Nej    | Nej      | Nej      | Nej                   | Nej      | Nej      | Nej                         | Nej      | Nej                           | Nej                     | Ja         | Ja                            | Nej       |  |
| Jack-7 | Nej    | Nej      | Nej      | Nej                   | Nej      | Nej      | Nej                         | Nej      | Nej                           | Nej                     | Ja         | Ja                            | Nej       |  |
| Kazumi Mishima | Nej    | Nej      | Nej      | Nej                   | Nej      | Nej      | Nej                         | Nej      | Nej                           | Nej                     | Ja         | Ja                            | Nej       |  |
| Devil Kazumi | Nej    | Nej      | Nej      | Nej                   | Nej      | Nej      | Nej                         | Nej      | Nej                           | Nej                     | Ja         | Ja                            | Nej       |  |
| Akuma | Nej    | Nej      | Nej      | Nej                   | Nej      | Nej      | Nej                         | Nej      | Nej                           | Nej                     | Nej        | Ja                            | Nej       |  |
| Master Raven | Nej    | Nej      | Nej      | Nej                   | Nej      | Nej      | Nej                         | Nej      | Nej                           | Nej                     | Nej        | Ja                            | Nej       |  |
| Eliza | Nej    | Nej      | Nej      | Nej                   | Nej      | Nej      | Nej                         | Nej      | Nej                           | Nej                     | Nej        | Ja                            | Nej       |  |
| Geese Howard | Nej    | Nej      | Nej      | Nej                   | Nej      | Nej      | Nej                         | Nej      | Nej                           | Nej                     | Nej        | Ja                            | Nej       |  |
| Noctis Lusis Caelum | Nej    | Nej      | Nej      | Nej                   | Nej      | Nej      | Nej                         | Nej      | Nej                           | Nej                     | Nej        | Ja                            | Nej       |  |
| Negan | Nej    | Nej      | Nej      | Nej                   | Nej      | Nej      | Nej                         | Nej      | Nej                           | Nej                     | Nej        | Ja                            | Nej       |  |
| Leroy Smith | Nej    | Nej      | Nej      | Nej                   | Nej      | Nej      | Nej                         | Nej      | Nej                           | Nej                     | Nej        | Ja                            | Ja        |  |
| Fahkumram | Nej    | Nej      | Nej      | Nej                   | Nej      | Nej      | Nej                         | Nej      | Nej                           | Nej                     | Nej        | Ja                            | Nej       |  |
| Lidia Sobieska | Nej    | Nej      | Nej      | Nej                   | Nej      | Nej      | Nej                         | Nej      | Nej                           | Nej                     | Nej        | Ja                            | Ja        |  |
| Jack-8 | Nej    | Nej      | Nej      | Nej                   | Nej      | Nej      | Nej                         | Nej      | Nej                           | Nej                     | Nej        | Nej                           | Ja        |  |
| Azucena Milagros Ortiz Castillo | Nej    | Nej      | Nej      | Nej                   | Nej      | Nej      | Nej                         | Nej      | Nej                           | Nej                     | Nej        | Nej                           | Ja        |  |
| Reina | Nej    | Nej      | Nej      | Nej                   | Nej      | Nej      | Nej                         | Nej      | Nej                           | Nej                     | Nej        | Nej                           | Ja        |  |
| Victor Chevalier | Nej    | Nej      | Nej      | Nej                   | Nej      | Nej      | Nej                         | Nej      | Nej                           | Nej                     | Nej        | Nej                           | Ja        |  |
| Clive Rosfield | Nej    | Nej      | Nej      | Nej                   | Nej      | Nej      | Nej                         | Nej      | Nej                           | Nej                     | Nej        | Nej                           | Ja        |  |
| Notes: 1. Nævnes kort i spillet 2. Har en gæsteoptræden i spillet 3. Boss-figur, som ikke kan spilles 4. Findes kun i en speciel version af spillet 5. Optræder som altiernativt kostume for en anden karakter |        |          |          |                       |          |          |                             |          |                               |                         |            |                               |           |  |

### Mishima Stamtræet
| "                | "                | "              | "          |
| ---------------- | ---------------- | -------------- | ---------- |
| Jinpachi Mishima | "?" Mishima      |                |            |
| Børn             |                  |                |            |
| Heihachi Mishima | Heihachi Mishima | Kazume Mishima |            |
| Børn             |                  |                |            |
| Lee Chaolan (1)  | Kazuya Mishima   | Kazuya Mishima | Jun Kazama |
| Børn             |                  |                |            |
| Jin Kazama       |                  |                |            |
| (1) adopteret    |                  |                |            |